# Geophis laticinctus
Geophis laticinctus är en ormart som beskrevs av Smith och Williams 1963. Geophis laticinctus ingår i släktet Geophis och familjen snokar. Inga underarter finns listade i Catalogue of Life.
Denna orm förekommer i södra Mexiko i delstaterna Oaxaca och Chiapas. Arten lever i bergstrakter mellan 1000 och 1800 meter över havet. Den vistas i molnskogar som domineras av ekar och tallar. Honor lägger ägg.
För beståndet är inga hot kända. Hela populationen anses vara stabil. IUCN kategoriserar arten globalt som livskraftig.